# Erythroseris
 Erythroseris  N.Kilian & Gemeinholzer, 2007 è un genere di piante angiosperme dicotiledoni della famiglia delle Asteraceae.

## Etimologia
Il nome del genere è composto da due parole: dal greco antico σερις (ossia seris), un termine che indica la lattuga e ερυϑρο (ossia eritro), il colore rosso. Quest'ultimo è riferito alla tonalità rossastra dell'achenio e al colore dei fiori. Contemporaneamente eritro si riferisce al mare che per gli antichi Greci comprendeva non solo il Mar Rosso ma anche l'Oceano Indiano e il Golfo Arabico (areale del genere di questa voce).
Il nome scientifico del genere è stato definito dai botanici Norbert Kilian (1957-) e Birgit Gemeinholzer nella pubblicazione " Willdenowia. Mitteilungen aus dem Botanischen Garten und Museum Berlin-Dahlem. Berlin-Dahlem" ( Willdenowia 37(1): 292 (-293) ) del 2007.

## Descrizione
Habitus. Le specie di questa genere sono piante erbacee perenni, con portamenti rosulati, legnosi e habitus arbustivi. In queste specie sono presenti dei canali laticiferi.
Fusto. I fusti (da 1 a 8 per pianta), in genere eretti e ascendenti, con fusti ramoso-intricati e fogliosi. Le radici in genere sono di tipo fittonante. I caudici possono essere legnosi e profondamente radicati oppure sono dei rizomi robusti o snelli e striscianti. Le altezze arrivano fino a 60 cm.
Foglie. Sono presenti sia foglie formanti delle rosette basali che foglie cauline con disposizione alterna. Le foglie basali possono essere appassite alla fioritura. Quelle lungo il caule in genere sono sessili e più ridotte, e in qualche caso possono essere quasi assenti. La forma varia da obovata a oblanceolata o ellittica. I margini variano da poco sinuato-dentati a pennato-lobati. In alcune specie la consistenza è carnosa.
Infiorescenza. Le sinflorescenze, solitarie o di tipo paniculiformi, sono composta da capolini peduncolati. I peduncoli non sono gonfiati distalmente e a volte sono bratteati (sottesi da un calice con 3 - 5 brattee disuguali, appressate o riflesse). I capolini, solamente di tipo ligulifloro, sono formati da un involucro composto da 5 - 8 brattee (o squame) uguali o diseguali, disposte su 1 - 3 all'interno delle quali un ricettacolo fa da base ai fiori ligulati. La forma dell'involucro in genere è strettamente cilindrica. La forma delle brattee è lanceolata o lineare-lanceolata; la parte inferiore di quelle esterne può essere carnosa e indurita durante la fioritura oppure possono essere connate tra di loro; i bordi delle brattee in alcune specie sono scariosi. Il ricettacolo normalmente è nudo ossia senza pagliette, glabro e piatto o leggermente concavo. Diametro dell'involucro: 2 – 5 mm.
Fiori. I fiori (da 5 a 25 per capolino), tutti ligulati, sono tetra-ciclici (ossia sono presenti 4 verticilli: calice – corolla – androceo – gineceo) e pentameri (ogni verticillo ha in genere 5 elementi). I fiori sono ermafroditi, fertili e zigomorfi.
- Formula fiorale:

*/x K {\displaystyle \infty }, [C (5), A (5)], G 2 (infero), achenio
- Calice: i sepali del calice sono ridotti ad una coroncina di squame.
- Corolla: le corolle sono formate da un tubo e da una ligula terminante con 5 denti; il colore è violaceo-bluastro. Le ligule abassialmente possono essere sfumate di viola.
- Androceo: gli stami sono 5 con filamenti liberi e distinti, mentre le antere sono saldate in un manicotto (o tubo) circondante lo stilo.[11] Le antere alla base sono acute. Il polline è tricolporato, echinolofato (con spine e lacune) e con ispessimenti polari medio larghi.[12]
- Gineceo: lo stilo è filiforme. Gli stigmi dello stilo sono due divergenti con la superficie stigmatica posizionata internamente (vicino alla base).[13] Gli stigmi possono essere pelosi sul lato inferiore, oppure corti. L'ovario è infero uniloculare formato da 2 carpelli.

Frutti. I frutti sono degli acheni con pappo.  Gli acheni, colorati da marrone chiaro a marrone scuro, con forme colonnari, a volte leggermente ricurvi, hanno 5 angoli principali; gli apici sono troncati; le facce sono uguali, a volte sono presenti delle nervature tra le facce. Il pappo, persistente e posizionato all'apice dell'achenio, è composto da squame lesiniforni o triangolari; in certi casi è ridotto ad una coroncina di dentelli (o anche nullo). Le squame sono disposte su una serie e sono da 5 a 40 al massimo. Lunghezza dell'achenio: 1,7 - 2,3 mm. Lunghezza del pappo: 4 – 5 mm.

## Biologia
- Impollinazione: l'impollinazione avviene tramite insetti (impollinazione entomogama tramite farfalle diurne e notturne).
- Riproduzione: la fecondazione avviene fondamentalmente tramite l'impollinazione dei fiori (vedi sopra).
- Dispersione: i semi (gli acheni) cadendo a terra sono successivamente dispersi soprattutto da insetti tipo formiche (disseminazione mirmecoria). In questo tipo di piante avviene anche un altro tipo di dispersione: zoocoria. Infatti gli uncini delle brattee dell'involucro (se presenti) si agganciano ai peli degli animali di passaggio disperdendo così anche su lunghe distanze i semi della pianta.

## Distribuzione e habitat
La distribuzione del genere è relativa alla Somalia; in particolare l'habitat tipico per le specie di questo genere sono le scarpate calcaree rivolte a nord della Somalia settentrionale e dell'isola yemenita di Socotra.

## Tassonomia
La famiglia di appartenenza di questa voce (Asteraceae o Compositae, nomen conservandum) probabilmente originaria del Sud America, è la più numerosa del mondo vegetale, comprende oltre 23.000 specie distribuite su 1.535 generi, oppure 22.750 specie e 1.530 generi secondo altre fonti (una delle checklist più aggiornata elenca fino a 1.679 generi). La famiglia attualmente (2021) è divisa in 16 sottofamiglie.

### Filogenesi
Il genere di questa voce appartiene alla sottotribù Cichoriinae della tribù Cichorieae (unica tribù della sottofamiglia Cichorioideae). In base ai dati filogenetici la sottofamiglia Cichorioideae è il terz'ultimo gruppo che si è separato dal nucleo delle Asteraceae (gli ultimi due sono Corymbioideae e Asteroideae). La sottotribù Cichoriinae fa parte del "quinto" clade della tribù; in questo clade insieme alla sottotribù Microseridinae forma un "gruppo fratello".
I seguenti caratteri sono distintivi per la sottotribù:
- sono presenti dei canali laticiferi (non resinosi);
- i fiori sono in genere bluastri;
- il pappo è minuto (quasi assente) con forme irregolari e circondato da scaglie acute.

La sottotribù, da un punto di vista filogenetico, è suddivisa in due subcadi principali. Nel primo subclade Erythroseris e Cichorium formano un "gruppo fratello", mentre Phalacroseris occupa una posizione basale ad entrambi. Nel second subclade Arnoseris e Tolpis formano un "gruppo fratello", mentre Rothmaleria occupa una posizione basale ad entrambi. In precedenti trattazioni il gruppo di questa voce era era considerato un genere isolato delle Cichorieae. L'inserimento, delle due specie di Erythroseris all'interno della sottotribù Cichoriinae è stato fatto in base ad analisi sia morfologiche che molecolari. In particolare è stato riscontrato che il pappo di tipo setaceo di Erythroseris è una naturale evoluzione morfologica dal pappo squamoso di Cichorium.
I caratteri distintivi per le specie di questo genere sono:
- l'involucro ha 5 - 8 brattee;
- il capolino ha 5 - 25 fiori;
- il pappo ha una consistenza setacea.

La tabella seguente evidenzia le principali differenze di Erythroseris dal genere Cichorium.
| Carattere              | Cichorium                                                                       | Erythroseris                                           |
| ---------------------- | ------------------------------------------------------------------------------- | ------------------------------------------------------ |
| Portamento             | Le parti aeree sono erbacee                                                     | Il portamento è legnoso o arbustivo                    |
| Brattee dell'involucro | A maturità, nella metà inferiore, sono fortemente indurite                      | Rimangono sempre flessibili ed erbacee                 |
| Il colore del fiore    | Blu brillante                                                                   | Violaceo-bluastro pallido                              |
| Acheni                 | Robusti da obovoidi a obcolonnari o subcilindrici con base debolmente innervata | Cilindrico, snello e con 5 coste principali prominenti |
| Pappo                  | Con squame minute più scaglie marginali simili a setole                         | Con lunghe setole interne e minute setole marginali    |

### Elenco delle specie
Questo genere ha 2 specie:
- Erythroseris amabilis (Balf.f.) N.Kilian & Gemeinholzer
- Erythroseris somalensis (R.E.Fr.) N.Kilian & Gemeinholzer